# Passiflora glandulosa
Passiflora glandulosa je biljka iz porodice Passifloraceae. 

## Opće informacije
Passiflora glandulosa je listopadna biljka penjačica sa snažnim stabljikama dugim do 20 metara koje mogu više ili manje odrvenjeti. Biljka se penje u okolno raslinje, pričvršćujući se viticama. Ova biljka se bere iz divljine za lokalnu upotrebu kao lijek.

## Rasprostranjenost
Južna Amerika – sjeverni Brazil.

## Stanište
Savane, prašume i sekundarne šume, otvorena područja, osobito uz ceste.

## Pojedinosti o uzgoju
Zahtijeva položaj na suncu, podnosi laganu sjenu. Kada raste u gustoj šumi penje se u krošnju kako bi dospjela do svjetla i proizvela cvjetove i plodove. Passiflora vrste općenito uspijevaju na širokom rasponu tala, sve dok su dobro drenirana. Imaju tendenciju da slobodnije cvjetaju i plod donose kada se uzgajaju na tlima samo umjerene plodnosti.

## Jestivost
Plodovi su zeleni do tamno crveni, usko jajoliki, može biti dug 40 - 70 mm i širok 20 - 40 mm. Nema izvješća o jestivosti, iako su plodovi većine, ako ne i svih vrsta Passiflora više ili manje jestivi kada su potpuno zreli. Međutim, postoje izvješća za nekoliko vrsta da nezrelo voće može biti nezdravo.

## Ljekovitost
Sok iz stabljika utrljava se na kožu za liječenje gonoreje, isto i kora, kad se ostruže stavi se unutar otvora penisa kao lijek za gonoreju. Sok izvađen iz zgnječenih stabljika koristi se kao sredstvo za ispiranje očiju za ublažavanje konjunktivitisa.
Listovi se koriste za liječenje rana, posjekotina i modrica.
Sok ploda sadrži vitamin C. Voda u kojoj su se plodovi kuhali koristi se kao tonik.
- P. glandulosa, Francuska Gijana
- P. glandulosa
- P. glandulosa